# Парижки договор (1810)
Парижкият договор от 1810 година, подписан на 6 януари 1810, слага край на войната между Франция и Швеция.